# فيري دي هان
فيري دي هان (بالهولندية: Ferry de Haan)‏ هو لاعب كرة قدم هولندي، ولد في 12 سبتمبر 1972 في كابيلا آن دن آيسل في هولندا. لعب مع فاينورد ونادي إكسلسيور.

## وصلات خارجية
- فيري دي هان على موقع إي إس بي إن إف سي (الإنجليزية)
- فيري دي هان على موقع قاعدة بيانات كرة القدم.إي يو (الإنجليزية)
- فيري دي هان على موقع بيانات كرة القدم. دي إي (الألمانية)
- فيري دي هان على موقع ليكيب (الفرنسية)
- فيري دي هان على موقع عالم كرة القدم.نت (الإنجليزية)